# 태풍 갈매기 (2014년)
태풍 갈매기 (KALMAEGI)는 2014년 9월 12일부터 9월 17일까지 활동했고 최저기압 960 hPa를 기록한 2014년의 제15호 태풍이다. 1등급 태풍(SSHS)이다. 필리핀과 중국에 영향을 주었다. 갈매기는 북한에서 제출한 이름으로 갈매기를 의미한다.

## 개요
제15호 태풍 갈매기는 9월 12일 오후 3시에 중심기압 1000hPa, 최대풍속 18m/s, 강풍 반경 170km, 크기 '소형'의 열대폭풍으로 필리핀 마닐라 동쪽 약 1,090km 부근 해상에서 발생하였다.(일본 기상청 태풍정보 기준) 발생 이후 서~서북서진하면서 발달했고, 9월 14~15일에 필리핀 북부 지방을 중심기압 975hPa, 최대풍속 33m/s의 세력(일본 기상청 기준)으로 관통했다. 남중국해로 진출 뒤 서~서북서진하면서 발달했고, 9월 16일 오전 9시에 중화인민공화국 잔장 남동쪽 약 190km 부근 해상에서 중심기압 960hPa, 최대풍속 39m/s, 강풍 반경 560km(동쪽 반경)의 세력 '강', 크기 '대형'(일본 기상청 태풍정보 기준)의 태풍으로 최성기를 맞이하였다. 9월 16일 정오에 레이저우반도 남쪽 해안에 최성기 세력인 중심기압 960hPa, 최대풍속 39m/s(일본 기상청 태풍정보 기준)으로 상륙했다. 레이저우반도 관통 뒤 통킹만에 중심기압 965hPa, 최대풍속 36m/s(일본 기상청 태풍정보 기준)의 세력으로 진출했고, 9월 16일 밤 늦게 베트남 하노이 동쪽 해안에 상륙했다. 베트남 상륙 이후 서서히 약화되어서, 9월 17일 오후 9시에 베트남 하노이 서북서쪽 약 510km 부근 육상에서 중심기압 996hPa의 열대저압부로 소멸하였다.(한국 기상청 태풍정보 기준으로는 중심기압 1000hPa)

## 같이 보기
- 2014년 태풍